# Marcin Borowicz
Marcin Borowicz – jeden z trzech głównych bohaterów powieści Stefana Żeromskiego Syzyfowe prace. Jedyne dziecko Heleny i Walentego Borowiczów, zubożałej szlacheckiej rodziny, mieszkającej w Gawronkach. Marcin na początku książki miał lat 8, a pod koniec 19.

## Życiorys
W wieku ośmiu lat chłopiec został oddany do szkoły w Owczarach, prowadzonej przez Ferdynanda Wiechowskiego. Był przerażony nowym otoczeniem, tęsknił za domem i rodzicami. Na początku nie umiał posługiwać się językiem rosyjskim, ale po kilku miesiącach rzetelnej nauki zdał egzamin do klasy wstępnej do gimnazjum mieszczącego się w Klerykowie.
Podczas nauki w tamtejszym gimnazjum mieszkał na stancji u „Starej Przepiórzycy”, czyli pani Przepiórkowskiej. W lecie stracił matkę, którą bardzo kochał. Okoliczność ta uświadomiła mu, że może liczyć tylko na siebie, gdyż ojciec, pilnując gospodarki domowej, poświęcał mu coraz mniej uwagi. Charakter Marcina kształtowały wydarzenia w większości związane ze szkołą.
W pewnym momencie Marcin na chwilę uległ skutecznej rusyfikacji klerykowskich władz szkolnych idąc, ku zdziwieniu kolegów z klasy, do teatru szkolnego, w którym była pokazywana sztuka rosyjska z rosyjskimi aktorami. Doprowadziło to do tego, że chłopiec zaczął uważać Polskę za kraj słaby i nieważny.
Przełomowym momentem w jego życiu była lekcja języka polskiego – zwanego tam przez władze szkolne językiem „miejscowym” – prowadzona przez pana Sztettera, na której nowy kolega Marcina – Bernard Zygier – recytował Redutę Ordona Adama Mickiewicza. Wtedy w Marcinie na nowo odżył patriotyzm.
Razem z kolegami Marcin czytał zakazane przez rusyfikatorów dzieła polskich pisarzy. Marcin dojrzał również uczuciowo, gdyż zakochał się w Annie Stogowskiej, zwanej Birutą, która po pewnym czasie została zesłana wraz z rodziną w głąb Rosji.

## W filmie
W ekranizacjach powieści (film i serial) w rolę Marcina Borowicza wcielił się  Łukasz Garlicki.